# Iguaraci
Iguaraci es un municipio brasileño del Estado de Pernambuco. Administrativamente, el municipio está compuesto por los distritos: Jabitacá, Irajaí, y sede, y el poblado de Caatingueira. Tiene una población estimada al 2020 de 12 247 habitantes.

## Historia
Originalmente el municipio era una área de pastoreo conocida como Logrador, de propiedad de Antonio Rabelo. Las tierras fueron donadas por él a la Iglesia para el patrimonio de San Sebastián en 1912. El padre Carlos Cottart construyó una casa, donde celebraba el culto, lo que atrajo el comercio y habitantes a la localidad. En 1914, el poblado era conocido como Macacos. En 1948, el nombre fue cambiado para Iguaraci.
Más tarde, la ley provincial nº 4.954, del 20 de diciembre de 1963, desglosó de Afogados da Ingazeira los distritos de Iguaraci, Jabitacá y Irajaí, para formar el nuevo municipio de Iguaracy (ex-Iguaraci), cuya ortografía fue alterada por esa misma ley.
Hay diversas interpretaciones para el nombre Iguaraci. Según Roberto Harrop Galvão, guaraci en tupí antiguo quiere decir "Sol": guara significa "seres vivientes", y ci, "madre". Para los tupís, el sol era una entidad femenina, madre de los seres vivos. El nombre Iguaraci sería una diferenciación del municipio de Guaraci, en São Paulo.
Según Plínio Salgado, Iguaraci significa "aurora" (i o gua quiere decir "agua", o sol, donde en Brasil nace del lado del mar). Por otra parte Tibiriçá argumenta que la palabra es originaria de ycuara-assy, que quiere decir "pozo pestilento".

## Geografía
Se localiza a la latitud 07°50'07" sur y a una longitud 37°30'55" oeste, con altitud de 558 metros. Posee un área de 838 km².